# Jan Trefulka

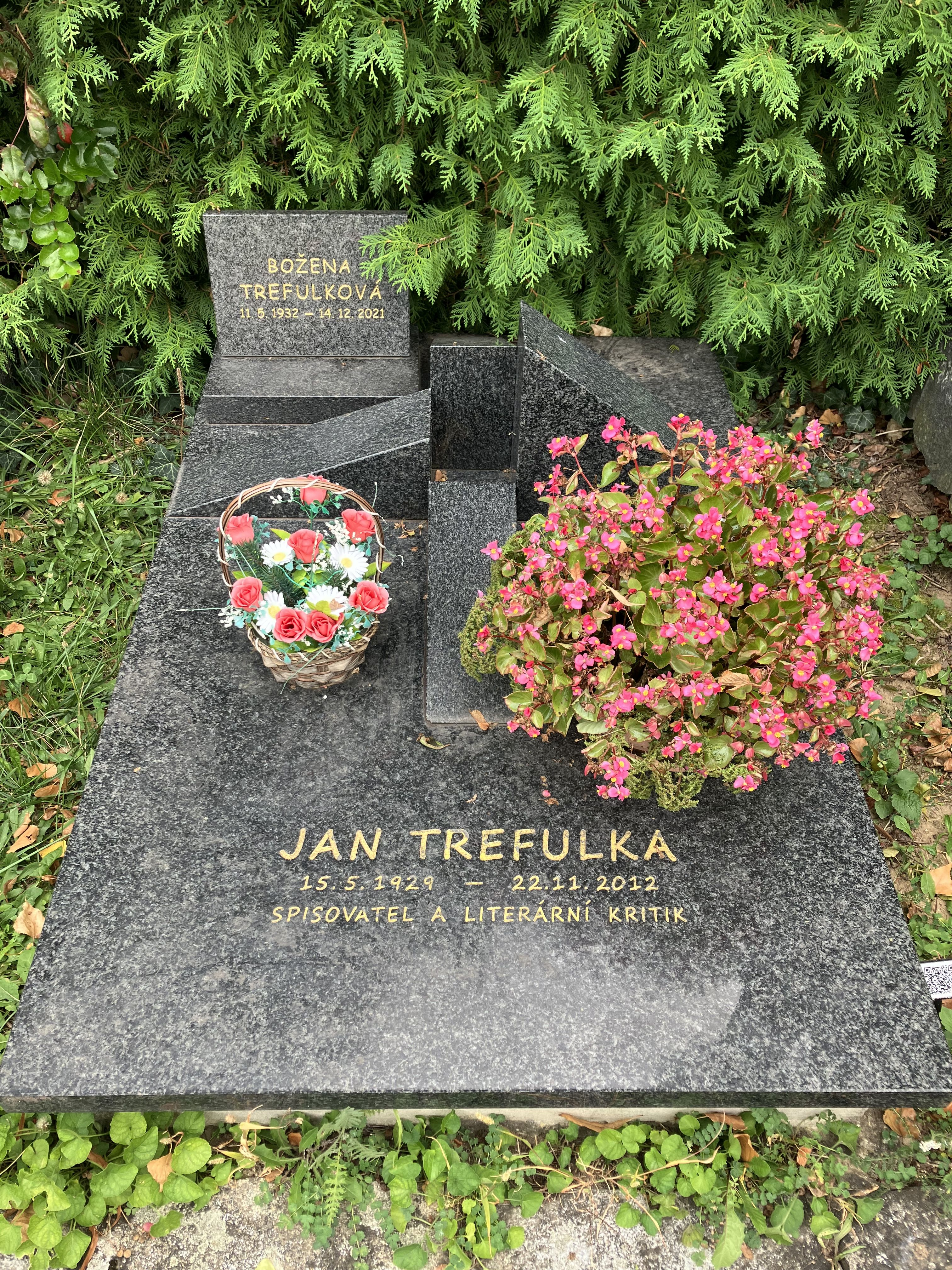
Hrob Jana Trefulky

Jan Trefulka (15. května 1929 Brno – 22. listopadu 2012 Brno) byl moravský spisovatel, překladatel, publicista a literární kritik. Byl moravským patriotem.

## Životopis
Roku 1948 odmaturoval na brněnském reálném gymnáziu. Poté začal studovat na Filozofické fakultě UK, z níž byl z politických důvodů vyloučen. Po vyloučení pracoval jako dělník, traktorista a roku 1953 se dostal na Filozofickou fakultu Masarykovy univerzity v Brně. Roku 1957 z fakulty odešel a stal se šéfredaktorem Krajského nakladatelství v Brně. V letech 1962 až 1968 redigoval literárně-kulturní časopis Host do domu. V roce 1968 byl spolu se svým přítelem Jaroslavem Šabatou jedním z delegátů Vysočanského sjezdu KSČ. V roce 1969 byl z KSČ vyloučen a zbaven možnosti publikovat. Jeho dílo vycházelo pouze samizdatem a v zahraničí. Byl jedním ze spisovatelů, kteří podepsali Chartu 77. Po roce 1989 se veřejně angažoval, stal se předsedou Obce moravskoslezských spisovatelů. Byl také členem první Rady České televize. V roce 1996 neúspěšně kandidoval do Senátu v senátním obvodu č. 55 - Brno-venkov za Moravskoslezskou koalici '96.
Je pohřben na Ústředním hřbitově v Brně, sk. H5e/hr. 34. 
Jeho dědečkem byl architekt Antonín Blažek.

## Dílo
- Pršelo jim štěstí, 1963 Československý spisovatel. Dvě povídky o mládeži v období stalinismu.
- Třiatřicet stříbrných křepelek, 1964
- Nálezy pana Minuse, 1966 Československý spisovatel
- Tajemství tajemníka Růdamora, 1968 Albatros, pro děti se sci-fi námětem
- O bláznech jen dobré, 1973 v zahraničí, samizdatem 1978, v ČR 1990
- Svedený a opuštěný, 1973 samizdat, cizina 1988, v ČR 1995
- Zločin pozdvižení, 1979 v cizině
- Velká stavba, 1973 samizdat, cizina 1982, v ČR 1994
- Vraždy bez rukavic, 1992 Atlantis. ISBN 80-7108-052-7
- Bláznova čítanka, 1998 Atlantis, ISBN 80-7108-169-8
- V bludišti šlehačkových slonů, 2001 Blok. ISBN 80-7268-174-5
- Skřipce na ptáčky, 2004. ISBN 80-7108-250-3